# Associazione Calcio Mantova 1987-1988
Questa pagina raccoglie le informazioni riguardanti l'Associazione Calcio Mantova nelle competizioni ufficiali della stagione 1987-1988.

## Stagione
Nella stagione 1987-88 il Mantova affidato al tecnico Mario Corso ha disputato il girone B del campionato di Serie C2, lo ha vinto con 48 punti in classifica ed è stato promosso in Serie C1 con la seconda classificata il Venezia-Mestre con 47 punti. La squadra virgiliana ha fatto fruttare al massimo le partite interne, su 17 partite ha ottenuto 13 vittorie al Martelli, e caso curioso ha subito solo quattro reti, tutte sotto la curva Te, il varesino Parisi, il clivense Sapienza, l'alessandrino Tortora e l'incornata del bergamasco Gatti nell'ultima giornata. La porta della curva Cisa è rimasta inviolata, il portiere Nadir Brocchi non vi ha incassato goal in 17 incontri. In una stagione speciale succede anche questo! Eppure il Mantova in campionato è partito lento, la prima gioia arriva alla quinta giornata, ma la vittoria sul Casale (1-0) è la prima di un filotto di 19 partite utili, che proiettano i biancorossi al vertice. La promozione certa arriva all'ultima giornata, con il decisivo pari (1-1) con il Telgate, terzo piazzato con 46 punti, ad un solo punto dal promosso Venezia-Mestre. Nella Coppa Italia di Serie C il Mantova disputa il girone E di qualificazione, che promuove il Trento ai sedicesimi di finale.

## Rosa
| N. |                   | Ruolo | Calciatore        |
| -- | ----------------- | ----- | ----------------- |
|    | Italia (bandiera) | C     | Roberto Antonioli |
|    | Italia (bandiera) | A     | Gianluca Baldini  |
|    | Italia (bandiera) | A     | Mirko Battistella |
|    | Italia (bandiera) | D     | Guido Bertoldo    |
|    | Italia (bandiera) | D     | Fabrizio Bobbiesi |
|    | Italia (bandiera) | C     | Paolo Bocchinu    |
|    | Italia (bandiera) | P     | Nadir Brocchi     |
|    | Italia (bandiera) | C     | Claudio Canzian   |
|    | Italia (bandiera) | D     | Carlo Cesario     |
|    | Italia (bandiera) | D     | Luigi Danova      |

| N. |                   | Ruolo | Calciatore            |
| -- | ----------------- | ----- | --------------------- |
|    | Italia (bandiera) | C     | Italo Groppi          |
|    | Italia (bandiera) | C     | Vincenzo Lamia Caputo |
|    | Italia (bandiera) | D     | Davide Lampugnani     |
|    | Italia (bandiera) | A     | Simone Mainardi       |
|    | Italia (bandiera) | C     | Silvano Mazzi         |
|    | Italia (bandiera) | C     | Massimo Pedrazzini    |
|    | Italia (bandiera) | A     | Stefano Poma          |
|    | Italia (bandiera) | D     | Claudio Pozzi         |
|    | Italia (bandiera) | D     | Raffaele Sergio       |
|    | Italia (bandiera) | A     | Luigi Zerbio          |

## Risultati

### Campionato

#### Girone di andata
| Arbitro: | Ceccarelli (Roma) |

|                         |           |            |
| Lamia Caputo 48’ (rig.) | Marcatori | 12’ Parisi |

| Arbitro: | Bencivenga (Torino) |

|               |           |  |
| Schenardi 69’ | Marcatori |  |

| Arbitro: | Braschi (Prato) |

|  |           |              |
|  | Marcatori | 28’ Sapienza |

| Arbitro: | Bernardini (Rovigo) |

|            |           |             |
| Amadei 48’ | Marcatori | 80’ Baldini |

| Arbitro: | Rivola (Roma) |

|             |           |  |
| Canzian 15’ | Marcatori |  |

| Arbitro: | Costamagna (Torino) |

|  |           |                         |
|  | Marcatori | 55’ Canzian 73’ Baldini |

| Arbitro: | Fiori (Ravenna) |

|            |           |  |
| Zerbio 88’ | Marcatori |  |

| Arbitro: | Pala (Alghero) |

|            |           |                |
| Pisani 70’ | Marcatori | 39’ Pedrazzini |

| Arbitro: | Rausa (Cosenza) |

|            |           |  |
| Zerbio 10’ | Marcatori |  |

| Arbitro: | Stefanelli (Bologna) |

|            |           |              |
| Tonini 29’ | Marcatori | 23’ Bobbiesi |

| Arbitro: | Puglisi (Messina) |

|                  |           |  |
| Zerbio 4’ (rig.) | Marcatori |  |

| Arbitro: | Gagliano (Salerno) |

|             |           |  |
| Baldini 55’ | Marcatori |  |

| Mestre 13 dicembre 1987 13ª giornata | Venezia-Mestre | 0 – 0 | Mantova | Stadio Francesco Baracca\| Arbitro: \| Rosica (Roma) \| |
| Arbitro:                             | Rosica (Roma)  |       |         |                                                         |

| Arbitro: | Bencivenga (Torino) |

|                   |           |  |
| Zerbio 81’ (rig.) | Marcatori |  |

| Arbitro: | Russo (Chieti) |

|            |           |                        |
| Zobbio 52’ | Marcatori | 8’ (rig.) Lamia Caputo |

| Arbitro: | Arcangeli (Terni) |

|            |           |             |
| Groppi 54’ | Marcatori | 79’ Tortora |

| Telgate 17 gennaio 1988 17ª giornata | Telgate          | 0 – 0 | Mantova | Stadio Comunale\| Arbitro: \| Morello (Ragusa) \| |
| Arbitro:                             | Morello (Ragusa) |       |         |                                                   |

#### Girone di ritorno
| Arbitro: | Pegoretti (Trento) |

|  |           |                       |
|  | Marcatori | 15’ Mazzi 27’ Baldini |

| Arbitro: | Puglisi (Messina) |

|            |           |  |
| Zerbio 13’ | Marcatori |  |

| Arbitro: | Casoli (Reggio Emilia) |

|            |           |           |
| Fiorio 33’ | Marcatori | 77’ Mazzi |

| Arbitro: | Introvigne (Conegliano) |

|             |           |  |
| Canzian 87’ | Marcatori |  |

| Casale Monferrato 28 febbraio 1988 22ª giornata | Casale          | 0 – 0 | Mantova | Stadio Natale Palli\| Arbitro: \| Limone (Torino) \| |
| Arbitro:                                        | Limone (Torino) |       |         |                                                      |

| Arbitro: | Russo (Chieti) |

|             |           |  |
| Baldini 17’ | Marcatori |  |

| Arbitro: | Mughetti (Cesena) |

|                            |           |              |
| Pedretti 27’ Tirapelle 37’ | Marcatori | 40’ Bocchinu |

| Arbitro: | Mantovani (Genova) |

|              |           |  |
| Bertoldo 90’ | Marcatori |  |

| Arbitro: | Scardia (Lecce) |

|  |           |                  |
|  | Marcatori | 57’, 75’ Baldini |

| Arbitro: | Copercini (Parma) |

|             |           |  |
| C. Pozzi 4’ | Marcatori |  |

| Arbitro: | Arcangeli (Terni) |

|              |           |  |
| Andretta 36’ | Marcatori |  |

| Arbitro: | Lombardi (La Spezia) |

|                           |           |                         |
| Solimeno 32’ M. Pozzi 55’ | Marcatori | 9’ Baldini 43’ Bocchinu |

| Arbitro: | Ceccarini (Livorno) |

|             |           |  |
| Baldini 45’ | Marcatori |  |

| Arbitro: | Introvigne (Conegliano) |

|                  |           |                                     |
| Giandebiaggi 36’ | Marcatori | 13’ Sergio 57’ Baldini 61’ Bocchinu |

| Arbitro: | Mazzalupi (Roma) |

|                           |           |  |
| Mazzi 60’ Battistella 68’ | Marcatori |  |

| Arbitro: | Magliulo (Torre Annunziata) |

|  |           |                           |
|  | Marcatori | 32’ Battistella 80’ Mazzi |

| Arbitro: | Sanguineti (Chiavari) |

|            |           |           |
| Sergio 54’ | Marcatori | 67’ Gatti |